# Джамп-блюз
Джамп-блюз (англ. Jump blues) — піджанр блюзу, для якого характерні висока швидкість виконання, малий склад виконавців і наявність духових інструментів. Він був дуже популярний в 1940-х і став провісником таких течій, як ритм-н-блюз та рок-н-рол. У 1990-х відбулося відродження інтересу до джамп-блюзу в рамках такого явища, як свінг-рівайвл.